# Aphex Twin
Aphex Twin, właśc. Richard David James (ur. 18 sierpnia 1971 w Limerick w Irlandii) – brytyjski muzyk, kompozytor i multiinstrumentalista, a także producent muzyczny. Określany powszechnie jako jedna z najbardziej wpływowych, kreatywnych i innowacyjnych osób we współczesnej muzyce elektronicznej.
Twórczość Aphex Twin jest zaliczana do takich gatunków jak m.in. IDM, acid techno oraz drill and bass.

## Historia
Dzieciństwo spędził w Kornwalii. Od wczesnej młodości zajmował się elektroniką. Jako nastolatek wygrał m.in. konkurs na produkowanie dźwięków za pomocą komputera ZX Spectrum. Wcześnie zajął się także muzyką i został dj-em, przyjmując pseudonim Aphex Twin. Pierwsza jego część ma pochodzić od nazwy producenta sprzętu muzycznego, a druga upamiętnia starszego brata, także Richarda, który zmarł przed urodzeniem muzyka. James skończył studia w Cornwall College. Według jednego z wykładowców często nosił słuchawki podczas zajęć praktycznych i miał w sobie „rodzaj tajemniczości… Myślę, że niektórzy inni studenci byli nim trochę zachwyceni”.
Już po przenosinach do Londynu James wydał ogromną ilość muzyki, nagrywając pod wieloma pseudonimami (m.in. jako AFX, Polygon Window, Caustic Window, Bradley Strider, Gak, Power Pill, Dice Man, Blue Calx, Soit-P.P., Q-Chastic). Wraz z Chrisem Cunninghamem kręcił także teledyski, w których zwykle pojawiają się zdeformowane twarze Jamesa (np. Come to Daddy, Windowlicker).
Pierwszy pełny album wydany jako Aphex Twin ukazał się w 1992 pod tytułem Selected Ambient Works 85-92. Zawiera on utwory łatwiejsze do słuchania niż wcześniejsze kompozycje Jamesa. Anegdota mówi, że źródłem dźwięku była zwykła kaseta, którą muzyk przesłuchiwał wraz z przyjaciółmi, jeżdżąc samochodem. Według innych, przed dotarciem do studia, kaseta znalazła się jeszcze w szczękach psa artysty.
Kontynuacja SAW 85-92 ukazała się w 1994. Zawarła kompozycje, w których w centrum zainteresowania twórcy znalazł sam dźwięk, nie zaś rytm. Fundamentalną różnicą pomiędzy albumami Selected Ambient Works Richarda jest atmosfera – SAW II wyróżnia się mroczniejszą atmosferą, w przeciwieństwie do Selected Ambient Works 85- 95. Został on przez wielu potraktowany jako satyra na muzykę ambient, ze względu na minimalizm. Mimo to dotarł do 11 miejsca brytyjskiej listy przebojów.
18 i 19 września 2009 wystąpił w ramach siódmego festiwalu Sacrum Profanum w Krakowie. Koncerty odbyły się w Nowej Hucie, w Hucie im. Sendzimira.
17 września 2011 roku ponownie pojawił się na festiwalu Sacrum Profanum, tym razem na finale jego dziewiątej edycji, w Hali Ocynowni Elektrolitycznej. Wykonał dwa utwory amerykańskiego kompozytora, Steve’a Reicha, „Pendulum Music” i „Electric Counterpoint”.
W 2014 wydał pierwszy po 13 latach album studyjny pod pseudonimem Aphex Twin, zatytułowany Syro. Uzyskał za niego nagrodę Grammy w kategorii „muzyka elektroniczna”.

## Dyskografia

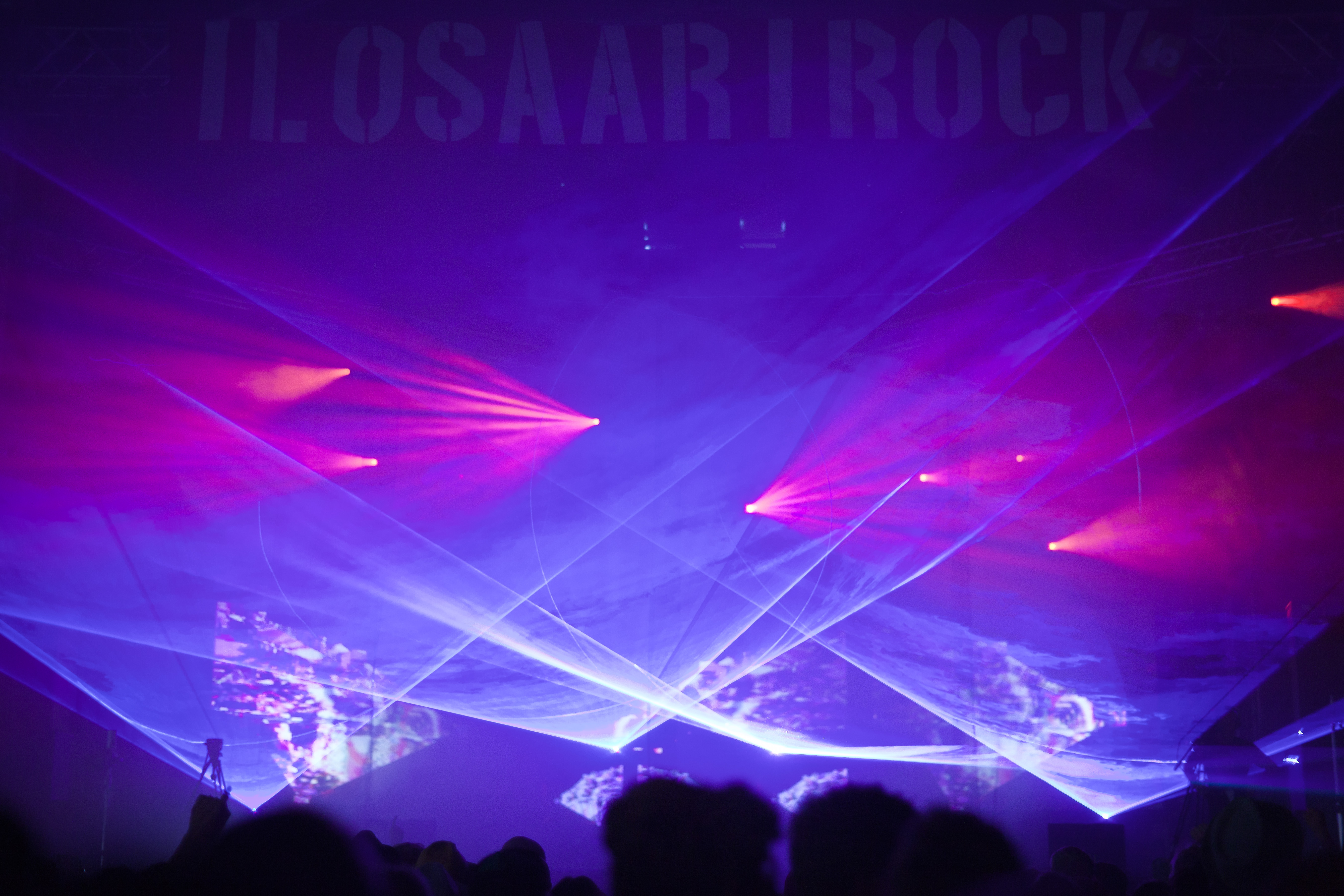
Ilosaarirock Festival 2011

### Albumy studyjne
- Selected Ambient Works 85-92 (1992)
- Selected Ambient Works Volume II (1994)
- ...I Care Because You Do (1995)
- Richard D. James Album (1996)
- Drukqs (2001)
- Syro (2014)
- Didgeridoo (Expanded Edition) (2024)
- Selected Ambient Works Volume II (Expanded Edition) (2024)

### Kompilacje
- Surfing On The Sine Waves (1993)
- Classics (1994)
- Expert Knob Twiddlers (1996)
- 51'13 Singles Collection (1996)
- 26 mixes for cash (2003)
- Chosen Lords (2006)

### EP,single
- Analogue Bubblebath (1991)
- Red EP (1989)
- GAK EP (1990, wydane 1994)
- Analogue Bubblebath 2 (1991)
- Bradley's Beat (1991)
- Joyrex J4 (1992)
- Joyrex J5 (1992)
- Digeridoo (1992)
- Q-Chastic (1992)
- Xylem Tube EP (1992)
- Analogue Bubblebath 3 (1992)
- Pac-Man EP (1992)
- Blue EP (1992)
- On/On Remixes (1993)
- Bradley's Robot (1993)
- Yellow EP (1993)
- GAK EP (Reedycja CD) (1994)
- Analogue Bubblebath 4 (1994)
- Words & Music EP (1994)
- Ventolin/Ventolin Remixes EP (1995)
- Donkey Rhubarb (1995)
- Green EPs (1995)
- Peel Session EP (1995)
- Melodies From Mars (1995)
- Hangable Auto Bulb (1995/2005 – reedit-cd)
- Hangable Auto Bulb, Vol. 2 (1995/2005 – reedit-cd)
- Girl/Boy EP (1996)
- Come to Daddy EP (1997)
- Caustic Window Compilation (1998)
- Windowlicker (1999)
- 2 Remixes by AFX (1999)
- Kosmik Kommando (Ultra-Violet) (2001)
- Drukqs 2 Track Promo (2001)
- Smojphace EP (2003)
- Analord 1 z serii Analord (2005)
- Analord 2 z serii Analord (2005)
- Analord 3 z serii Analord (2005)
- Analord 4 z serii Analord (2005)
- Analord 5 z serii Analord (2005)
- Analord 6 z serii Analord (2005)
- Analord 7 z serii Analord (2005)
- Analord 8 z serii Analord (2005)
- Analord 9 z serii Analord (2005)
- Analord 10 z serii Analord (2005)
- Analord 11 z serii Analord (2005)
- AFX/LFO (12"; split pomiędzy artystą i LFO) (2005)
- Curve – Falling Free Remix (2005)
- Computer Controled Acoustic Instruments pt2 (2015)
- Cheetah EP (2016)
- Collapse EP (2018)
- Peel Session 2 (2019)
- Blackbox Life Recorder 21f / in a room7 F760 (2023)
- #19 (2024)
- th1 [evnslower] (2024)
- #3 / Rhubarb Orc. 19.53 Rev (2024)